# Alex Dancyg
Alex Dancyg, né le 21 juillet 1948 à Varsovie en Pologne et mort en 2024 à Gaza, est un historien israélien, d'origine polonaise, associé à Yad Vashem, membre du Kibboutz Nir Oz, kidnappé par Hamas et emmené à Gaza durant le massacre de Nir Oz le 7 octobre 2023. Tsahal confirme le 24 juillet 2024 la mort en captivité à Gaza d'Alex Dancyg. Le corps d'Alex Dancyg est trouvé et identifié par Tzahal, à Khan Younès, le 20 août 2024.

## Biographie
Alex Dancyg est né le 21 juillet 1948 à Varsovie en Pologne,.
Il est le deuxième enfant de Marcin (Mordechai) Dancyg et de Nina (Nycha) Danzig. Marcin Dancyg est un avocat et Nina danzyg est une historienne. Ils sont originaires de Varsovie. 
Ils survivent à la Shoah en se cachant sous une fausse identité.
En 1957, la famille Dancyg immigre en Israël. Alex Dancyg fait partie du mouvement de jeunesse  Hashomer Hatzaïr. Il devient plus tard membre du Kibboutz Nir Oz.

### Visite en Pologne
En 1986, Alex Dancyg retourne pour la première fois en Pologne en visite.

### Yad Vashem
En 1990, Alex Dancyg commence sa collaboration avec Yad Vashem. Il établit des programmes d'éducation pour ceux qui accompagnent les jeunes israéliens en visite en Pologne et pour l' enseignement de la Shoah en Pologne.

### Kidnappé par Hamas
Le 7 octobre 2023, Alex Dancyg est kidnappé du Kibboutz Nir Oz par les terroristes du Hamas et emmené à Gaza. Selon, Nili Margalit,,, une infirmière originaire du même Kibboutz également captive à Gaza et libérée après 55 jours, le 30 novembre 2023, Alex Dancyg aide les autres otages en leur remontant le moral avec ses connaissances et son expérience.

### Mort
Tsahal confirme le 24 juillet 2024 la mort en captivité à Gaza d'Alex Dancyg. Le corps d'Alex Dancyg est trouvé et identifié par l'armée, à Khan Younès, le 20 août 2024.

### Famille
Alex Dancyg a une sœur aînée qui lui survit ainsi que quatre enfants et de nombreux petits-enfants.

## Honneurs
- En 2013, il reçoit le Prix Eudoxja Rakowska, pour son son activité de longue date pour l'éducation historique de la jeunesse israélienne et polonaise[11].
- La Croix du mérite en argent lui est remise par le Président de la république de Pologne, Lech Kaczyński[11].
- En 2023, alors qu'il est en captivité, il est reconnu comme Homme de réconciliation par le Conseil polonais des chrétiens et des juifs[11].
- En 2024, alors qu'il est en captivité, il est nommé lauréat du Prix spécial Jan Karski Eagle[11].